# Ferrocarril Ojos Negros-Sagunto
El ferrocarril Ojos Negros-Sagunto fue una línea férrea española de vía estrecha que discurría entre Ojos Negros (Teruel) y Sagunto (Valencia). Poseía un ancho de 1000 milímetros y una longitud de 204 kilómetros. Esta línea férrea tenía un carácter eminentemente minero, estando destinada a dar salida al hierro que se extraía de las minas de Sierra Menera. Estuvo en servicio entre 1907 y 1972, siendo el ferrocarril de Ojos Negros una de las líneas de vía estrecha de mayor longitud de España. En la actualidad el antiguo trazado ferroviario ha sido rehabilitado como la vía verde de Ojos Negros.

## Historia

### Orígenes y construcción
A comienzos del siglo XX la Compañía Minera de Sierra Menera se hizo con el control de las minas de Ojos Negros, las cuales tenían una importante producción de hierro. Se llegó a sopesar la posibilidad de construir un ramal que enlazase los yacimientos con la línea Calatayud-Valencia, propiedad del Central de Aragón, para así dar salida al mineral extraído. Sin embargo, las negociaciones con el Central de Aragón acabaron fracasando, debido a las divergencias en cuanto al coste del transporte. La compañía «Sierra Menera» optó por construir un ferrocarril propio de vía estrecha paralelo al trazado Teruel-Sagunto. Debido a las dificultades del terreno y a su largo recorrido, la construcción del ferrocarril se acabó encareciendo para la propietaria. Hubieron de realizarse numerosas obras de fábrica, como túneles, viaductos o tramos en trinchera para sortear la orografía. 

### Explotación
Tras varios años de obras, el 27 de junio de 1907 el ferrocarril fue abierto al tráfico. Durante los siguientes años los trenes que hacían la ruta Ojos Negros-Sagunto transportarían una media de 435.112 toneladas de mineral, alcanzando en 1913 una cifra record de 948.999 toneladas. En el puerto de Sagunto una parte del mineral era embarcado hacia el extranjero, mientras que otra parte iba destinada a la siderurgia de los Altos Hornos del Mediterráneo. La compañía «Sierra Menera» dispuso de un importante parque motor de locomotoras de vapor para las labores de tracción a lo largo de la ruta ferroviaria, llegando a disponer de varias locomotoras del tipo «Garratt» adecuadas para esta tarea. A partir de 1932, debido a la crisis económica de la época, se paralizó la actividad ferroviaria debido a la falta de movimiento de mineral.
Durante el transcurso de la Guerra Civil (1936-1939) las infraestructuras sufrieron graves daños: 58 kilómetros de vía entre Teruel y Cella fueron levantados para construir trincheras, mientras que en el tramo Teruel-Segorbe se destruyeron varios viaductos y las vías también resultaron dañadas. En 1941 se acometieron obras de reconstrucción del ferrocarril, que volvió a ponerse en funcionamiento nuevamente. Se mantuvo en servicio durante los siguientes años, hasta que a comienzos de la década de 1970 su explotación comenzó a ser anti-económica. Para entonces ya se habían adquirido varias locomotoras diésel, ante el envejecimiento del parque motor. Finalmente, en 1972 la compañía «Sierra Menera» suscribió un convenio con RENFE para que a partir de entonces esta se hiciera cargo del transporte de mineral hasta el puerto de Sagunto. Se llegó a reconvertir al ancho ibérico el tramo de vía existente entre las minas y la estación de Santa Eulalia, mientras que el resto del trazado de ancho métrico fue abandonado.

## Estado actual

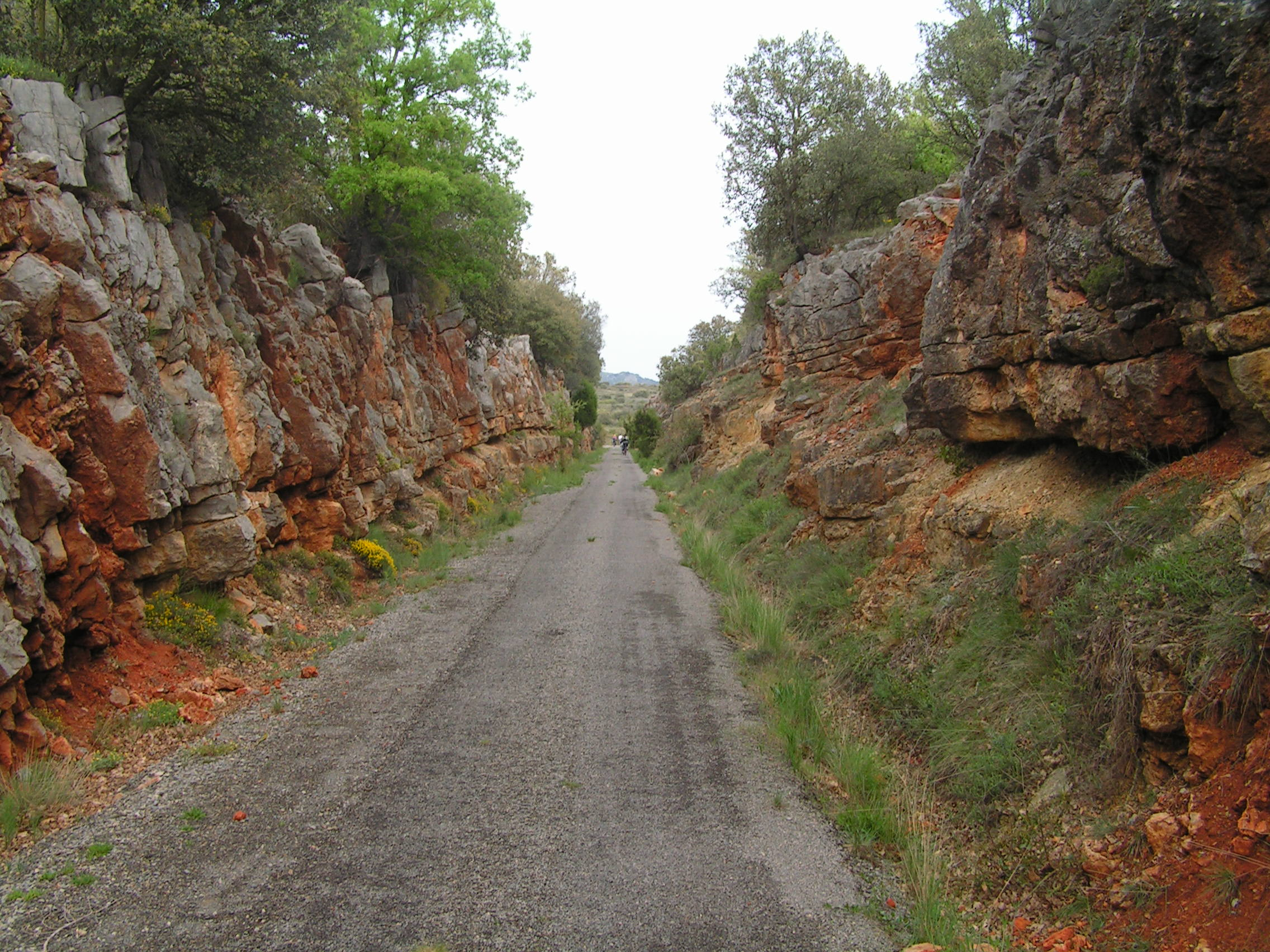
Vista de la vía verde, en 2006.

Tras la clausura del ferrocarril las vías fueron levantadas y con el paso de los años muchas de las estaciones o instalaciones han ido desapareciendo. Sin embargo, las obras de fábrica y la traza original permanecieron intactos. Por este motivo, desde finales de la década de 1990 se realizaron diversas labores encaminadas a la recuperación del trazado y su rehabilitación como vía verde, la denominada oficialmente como vía verde de Ojos Negros, que abarca buena parte del recorrido del antiguo ferrocarril minero.